# Rondibilis quadrinotata
Rondibilis quadrinotata là một loài bọ cánh cứng trong họ Cerambycidae.